# Racing Club de Montevideo
Racing Club de Montevideo is een Uruguayaanse voetbalclub uit Montevideo. De club werd opgericht op 6 april 1919. De thuiswedstrijden worden in het Estadio Osvaldo Roberto gespeeld, dat plaats biedt aan 8.500 toeschouwers. De clubkleuren zijn groen-wit.

## Geschiedenis
De club werd opgericht in 1919 en speelde in 1924 voor het eerst in de hoogste klasse. Met regelmatige onderbrekingen speelde de club tot 1975 in de hoogste klasse. Hierna duurde het tot 1990 vooraleer de club kon terugkeren en werd hierna opnieuw een liftploeg tussen de eerste en tweede klasse. In 2019 degradeerde de club opnieuw. 

## Erelijst
- Segunda División

1955, 1958, 1974, 1989, 2008

## Bekende (oud-)spelers
- Juan Carlos Blanco
- Fernando Kanapkis
- Julio César Morales
- Fernando Morena
- Venancio Ramos
- Rubén Sosa

Albion · 
Atenas · 
Central Español · 
Cerrito · 
Juventud ·
Racing ·
Rampla Juniors ·
Rocha ·
Sud América · 
Tacuarembó · 
Villa Española · 
Villa Teresa